# Хеллуланд

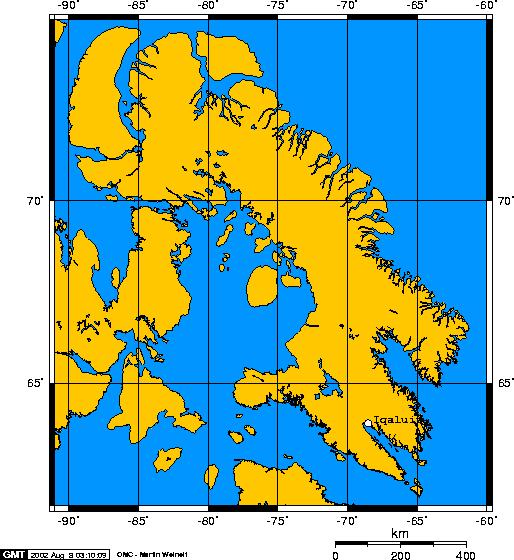
Острови Баффінової Землі

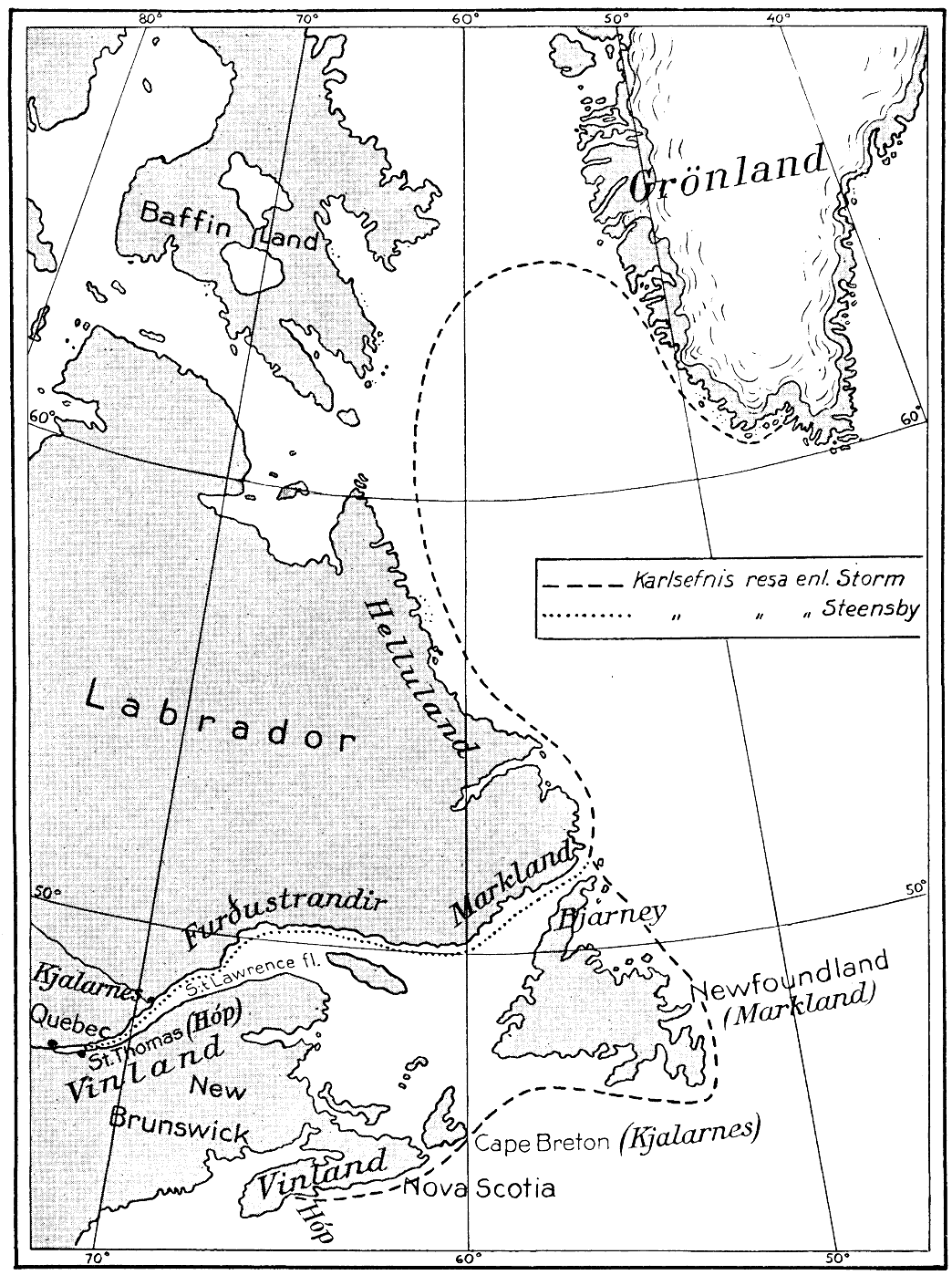
Гіпотетична мапа: Вінланд, Маркланд і Хеллуланд (Nordisk familjebok. 1921 р.)

Хеллуланд (ісл. Helluland — «Земля пласких каменів») — первісна назва островів Баффінова Земля, яку надав їм Лейф Еріксон приблизно 1000 р. н.е.
Археологічні артефакти, відкриті на острові, вказували на те, що європейці побували на островах кілька століть до відкриття Америки Колумбом. Серед знахідок: пряжі, бирки, палиці та маски з європеоїдними рисами.
 